# Lista över Sveriges landslag
Lista över Sveriges landslag är en lista över de landslag som representerar Sverige i olika sporter eller andra tävlingar.
| - Sveriges alpina skidlandslag | - Sveriges damlandslag i amerikansk fotboll - Sveriges herrlandslag i amerikansk fotboll | - Sveriges damlandslag i australisk fotboll - Sveriges herrlandslag i australisk fotboll |
| - Svenska bagarlandslaget | - Sveriges damlandslag i bandy - Sveriges U17-damlandslag i bandy - Sveriges herrlandslag i bandy - Sveriges B-herrlandslag i bandy | - Sveriges herrlandslag i baseboll |
| - Sveriges damlandslag i basket - Sveriges herrlandslag i basket | - Sveriges damlandslag i beachvolleyboll - Sveriges herrlandslag i beachvolleyboll | - Sveriges landslag i bridge |
| - Sveriges damlandslag i cricket - Sveriges herrlandslag i cricket | - Sveriges damlandslag i curling - Sveriges herrlandslag i curling | - Sveriges damlandslag i dragkamp - Sveriges herrlandslag i dragkamp |
| - Sveriges landslag i drakbåt | - Sveriges damlandslag i fotboll - Sveriges U23-damlandslag i fotboll - Sveriges U21-damlandslag i fotboll - Sveriges U19-damlandslag i fotboll - Sveriges U17-damlandslag i fotboll - Sveriges herrlandslag i fotboll - Sveriges B-herrlandslag i fotboll - Sveriges U21-herrlandslag i fotboll - Sveriges U19-herrlandslag i fotboll - Sveriges U17-herrlandslag i fotboll | - Sveriges friidrottslandslag |
| - Sveriges damlandslag i futsal - Sveriges herrlandslag i futsal | - Sveriges damlandslag i goalball - Sveriges herrlandslag i goalball | - Sveriges damlandslag i handboll - Sveriges U20-damlandslag i handboll - Sveriges U18-damlandslag i handboll - Sveriges herrlandslag i handboll - Sveriges U21-herrlandslag i handboll - Sveriges U19-herrlandslag i handboll    |
| - Sveriges damlandslag i inlinehockey - Sveriges herrlandslag i inlinehockey | - Sveriges damlandslag i innebandy - Sveriges U19-damlandslag i innebandy - Sveriges herrlandslag i innebandy - Sveriges U19-herrlandslag i innebandy | - Sveriges damlandslag i ishockey - Sveriges damjuniorlandslag i ishockey - Sveriges herrlandslag i ishockey - Sveriges B-herrlandslag i ishockey - Sveriges herrjuniorlandslag i ishockey - Sveriges U18-herrlandslag i ishockey |
| - Sveriges landslag i kälkhockey | - Sveriges damlandslag i landhockey - Sveriges herrlandslag i landhockey | - Sveriges damstafettlag i längdskidåkning - Sveriges herrstafettlag i längdskidåkning |
| - Svenska kocklandslaget | - Sveriges landslag i orientering | - Sveriges damlandslag i rugby league - Sveriges herrlandslag i rugby league |
| - Sveriges damlandslag i rugby union - Sveriges herrlandslag i rugby union | - Sveriges landslag i rullstolscurling | - Sveriges landslag i schack |
| - Sveriges damlandslag i sjumannarugby - Sveriges herrlandslag i sjumannarugby | - Sveriges skicrosslandslag | - Sveriges slopestylelandslag |
| - Sveriges snowboardlandslag | - Sveriges damlandslag i softboll | - Team Surprise |
| - Sveriges Billie Jean King Cup-lag - Sveriges Davis Cup-lag | - Sveriges damlandslag i ultimate - Sveriges herrlandslag i ultimate | - Sveriges damlandslag i vattenpolo - Sveriges herrlandslag i vattenpolo |
| - Sveriges damlandslag i volleyboll - Sveriges damjuniorlandslag i volleyboll - Sveriges U17-damlandslag i volleyboll - Sveriges herrlandslag i volleyboll - Sveriges U19-herrlandslag i volleyboll - Sveriges U17-herrlandslag i volleyboll | | |